# Passiflora tarapotina
Passiflora tarapotina Harms – gatunek rośliny z rodziny męczennicowatych (Passifloraceae Juss. ex Kunth in Humb.). Występuje endemicznie w Peru. 

## Morfologia
PokrójZielne, trwałe, nagie liany.
LiściePotrójnie klapowane, dłoniaste u podstawy, skórzaste. Mają 4,7–8 cm długości oraz 5,5–10,7 cm szerokości. Całobrzegie, z ostrym wierzchołkiem. Ogonek liściowy jest owłosiony i ma długość 15–43 mm. Przylistki są podłużnie owalne o długości 14–25 mm.
KwiatyPojedyncze lub zebrane w pary. Działki kielicha są lancetowate, mają 2,5 cm długości. Płatki są lancetowate, mają 2,5 cm długości. Przykoronek ułożony jest w 3–4 rzędach, fioletowy.

## Biologia i ekologia
Występuje w lasach i na brzegach rzek na wysokości do 500 m n.p.m.